# DeSoto K-Series
La K-Series è un'autovettura prodotta dalla DeSoto dal 1929 al 1930. È stato il primo modello prodotto dalla casa automobilistica statunitense.

## Storia
La K-Series fu presentata il 6 agosto 1928 e venne distribuita da 500 concessionari.
Il modello era equipaggiato da un motore a sei cilindri e valvole laterali da 2.866 cm³ di cilindrata che erogava 55 CV di potenza a 3.000 giri al minuto. L'alesaggio e la corsa erano, rispettivamente, 76,2 mm e 104,8 mm. Il cambio era manuale a tre velocità e la trazione era posteriore. Le ruote erano a raggi e i freni erano idraulici. La K-Series venne offerta in versione coupé due porte, roadster due porte, berlina due e quattro porte e phaeton quattro porte.
La K-Series è stata prodotta in 62.191 esemplari.